# Jonas Elmer (Fussballspieler)
Jonas Elmer (* 28. Februar 1988 in Zürich) ist ein ehemaliger Schweizer Fussballspieler. Seit 2023 agiert er bei seinem Heimatklub FC Stäfa als Fussballtrainer.

## Karriere
Jonas Elmer begann seine Karriere beim Nachwuchsteam des FC Chelsea. Von 2007 bis 2010 spielte er für den FC Aarau. Im Sommer 2010 wechselte er zum FC Sion und unterschrieb dort einen Dreijahresvertrag. Für die Rückrunde der Saison 2011/12 wechselte er leihweise zum AC Bellinzona in die Challenge League. Seit Beginn der Challenge-League-Saison 2014/15 im Sommer 2014 spielte Elmer beim FC Biel/Bienne. Zur Saison 2015/16 wechselte er zum Ligakonkurrenten FC Rapperswil-Jona. Nach über 12 Jahren gab Elmer im Januar 2020 seinen Rücktritt als Profi bekannt. Seitdem funktioniert er als Assistenzcoach des FC Stäfa in der 3. Liga.

## Titel und Erfolge
FC Sion
- Schweizer Cupsieger: 2011

FC Rapperswil-Jona
- Meister der Promotion League:  2017